# 피아노 협주곡 2번 (프로코피예프)
세르게이 프로코피예프는 1912년 피아노 협주곡 2번 G단조 작곡을 시작해 이듬해 완성했다. 그러나 그 협주곡 버전은 소실되었다; 그 악보는 러시아 혁명에 이은 화재로 소실되었다. 프로코피예프는 피아노 협주곡 3번을 마친 지 2년 만인 1923년 이 작품을 재구성해 "[피아노 협주곡] 4번으로 간주될 정도로 완전히 고쳐 썼다"고 했는데, 이 오케스트라는 1921년 협주곡 이후 연대가 뚜렷하게 드러나는 특징이 있다. 프로코피예프는 1924년 5월 8일 파리에서 세르주 쿠세비츠키의 지휘로 초연했다. 1913년 스스로 목숨을 끊은 프로코피예프의 친구 막시밀리안 슈미트호프를 기리기 위한 것이다.
피아노 독주곡, 플룻 2개, 오보에 2개, 클라리넷 2개, 바순 2개, 호른 4개, 트럼펫 2개, 트롬본 3개, 튜바, 팀파니, 베이스 드럼, 스네어 드럼, 심벌즈, 탬버린, 스트링으로 작곡되었다. 그것은 29분에서 37분 동안 4개의 악장으로 구성되어 있다.
1. 안단티노 — 알레그레토 (10–12분)
2. 스케르초 : 비바체 (2~3분)
3. 인터메초: 알레그로 모데라토 (6-8분)
4. 피날레 : 알레그로 템페스토소 (10-11분)

이 작품은 성 베드로 대성당에 있는 프로코피예프의 친구인 막시밀리안 슈미도프의 추모에 헌정되었다. 1913년 4월 프로코피예프에게 작별 편지를 쓴 후 자살한 상트페테르부르크 음악원. 프로코피예프는 같은 해 8월 23일 파블로프스크에서 피아노 독주 파트를 초연했다. 대부분의 청중들은 격렬한 반응을 보였다. 이 협주곡의 거친 기질은 일부 청취자들에게 긍정적인 인상을 남긴 반면, 다른 이들은 거칠고 모더니즘적인 소리("이런 미래주의적인 음악은 집어치워!" "저 사람 뭐하는 거야, 우릴 놀리는 거야?" "옥상 위의 고양이들이 더 나은 음악을 만들어 낸다!")라고 반대했다.
러시아 혁명 이후 화재로 인해 원래의 관현악 악보가 소실되자, 프로코피예프는 1923년에 이 협주곡을 재구성하고 수정했다. 프로코피예프는 완성된 결과가 "[협주곡] 4번으로 간주될 정도로 완전히 다시 쓰여졌다"고 느꼈다. 1924년 5월 8일 파리에서 세르게 쿠세비츠키의 지휘로 이 협주곡의 개정판을 초연했다.